# Prozessorientierung (Fremdsprachenunterricht)
Prozessorientierter Fremdsprachenunterricht fördert
- Prozesse und Strategien der Wahrnehmung und der Interpretation von Informationen, denen die Lernenden im Unterricht begegnen,
- Prozesse und Strategien ihres kommunikativen Sprachgebrauchs sowie
- Strategien, mit denen sie ihr Lernen kontrollieren.

So verstehen Multhaup/Wolff unter „Prozessorientierung“ in der Fremdsprachendidaktik „vor allem eine stärkere Fokussierung auf den Fremdsprachenlerner, seine Sprachverarbeitungs-, seine Sprachproduktions- und seine Sprachlernprozesse“. Insgesamt sollen die Schülerinnen und Schüler dazu geführt werden, „Verantwortung für ihren Spracherwerb zu übernehmen und über die Sprache und ihren Sprachlernprozess zu reflektieren.“

## Handlungsorientierung und Prozessorientierung
Während die Handlungsorientierung die konstruktivistischen Erkenntnis- bzw. Lernmodelle im Hinblick auf das eigenaktive, engagierte Sprachhandeln der Schüler konkretisiert, leistet dies die Prozessorientierung im Hinblick auf ihre mentalen Verarbeitungs- und Lernaktivitäten: einerseits unbewusste Prozesse, andererseits trainierbare, teils automatisierte, teils planvoll einsetzbare Strategien.

## Die Leistung der Prozessorientierung im Fremdsprachenunterricht
Empirische Forschungen belegen, dass erfolgreiches Fremdsprachenlernen nicht zuletzt darauf beruht, dass die Lernenden zumindest teilweise spezifische Strategien wie die von Multhaup/Wolff genannten entwickeln und gezielt einsetzen können.  Training und bewusster Einsatz bestimmter, zum jeweiligen Lerntyp und der jeweiligen Aufgabe passender Lernstrategien sind darüber hinaus zentrale Bestandteile des autonomen Lernens: „Lerner werden dadurch selbständiger, d. h. autonomer, dass sie ihre Fähigkeit (weiter)entwickeln, die eigenen Lernwege zu erkennen, zu bewerten und effektiver zu gestalten.“

## Typen von Lernstrategien und Beispiele
Rebecca Oxford definiert Lernstrategien auf der kognitiven Ebene als „operations employed by the learner to aid the acquisition, storage, retrieval, and use of information“, auf der emotionalen als „specific actions taken by the learner to make learning easier, faster, more enjoyable, more self-directed, more effective, and more transferable to new situations.“ Dabei unterscheidet sie zwischen „direkten Strategien“ bei der Sprachverarbeitung und „indirekten Strategien“ bei der Organisation des Lernumfeldes:

### Direkte Strategien
- Mnemotechnische Strategien für die Speicherung von Information und die Abrufung von Wissen: z. B. sprachliche Verknüpfungen bzw. Bild- oder Musikassoziationen herstellen, Wörter/Sätze in Bewegung umsetzen
- Kognitive Strategien beim Verstehen und Produzieren von Sprache: z. B. die Bedeutung von Wörtern aus dem Kontext erschließen, Teilaspekte mit der Muttersprache vergleichen, übersetzen, paraphrasieren, Schlüsselwörter suchen, unterstreichen, Notizen machen, auf Nachschlagewerke zurückgreifen
- Kompensationsstrategien zum Aufrechterhalten von Kommunikation trotz gewisser Wissenslücken: z. B. aus dem situativen oder sprachlichen Kontext heraus Ratestrategien entwickeln, auf spezifische Signale, Mimik, Gestik usw. achten, nachfragen, um Korrektur oder Erklärung bitten, selbst Mimik und Gestik bewusst einsetzen, die eigene Sprachproduktion zugunsten einer längeren Hörphase zurückstellen, in die Muttersprache wechseln, beabsichtigte Äußerung vereinfachen/umformulieren.

### Indirekte Strategien
- Metakognitive Strategien bei der bewussten Steuerung des eigenen Lernprozesses: z. B. typische Fehlerbereiche und Fehlerquellen feststellen, eigene Lernergebnisse selbst evaluieren, aufgabenorientierte Lernstrategien und Lerntechniken entwickeln und reflektieren
- Affektive Strategien beim Umgehen mit Angst, Hemmungen usw.: z. B. das Lernen mit Entspannungsübungen, Musik, Bewegung, Reim verknüpfen, das Selbstwertgefühl stärken und kalkulierte Risiken eingehen, ein Lerntagebuch führen
- Soziale Strategien bei der Kooperation mit anderen: z. B. mit anderen zusammenarbeiten, Empathie entwickeln, Konfliktsituationen proaktiv angehen